# SS Capella (T-AKR-293)
La SS Capella (T-AKR 293), il cui nome deriva dalla stella Capella, è una nave logistica di classe Algol attualmente gestita dalla United States Maritime Administration come parte della Ready Reserve Force (RRF), la forza di pronta riserva statunitense. Essa è stata costruita da Rotterdamsche D.D.Mij N.V. in Rotterdam, Paesi Bassi, per la Sea-Land Service, Inc. e battezzata SS Sea-Land McLean. A causa dei suoi alti costi operativi è stata venduta alla United States Navy il 16 aprile 1982 come USNS Capella (T-AK-293).

## Conversione
La conversione iniziò il 23 ottobre 1982 ai cantieri Pennsylvania Shipbuilding in Chester, Pennsylvania. La sua stiva di carico è stata riprogettata in una serie di ponti connessi da rampe in modo che i veicoli possano essere guidati dentro e fuori dalla stiva per un più rapido carico e scarico. La nave è stata anche dotata di due serie di gru; una collocata nella parte centrale e con una portata di 35 tonnellate, e l'altra a poppa e con portata di 50 tonnellate. La nave è stata trasferita al Military Sealift Command il 1º luglio 1984 come USNS Capella (T-AKR 293).

## Servizio
Quando inattiva, la Capella viene mantenuta in stato di ridotta operatività a causa dei suoi alti costi operativi. Se richiesto, può essere riattivata e pronta alla navigazione in 96 ore. La Capella ha preso parte alla prima guerra del Golfo nel 1990. Insieme alle altre sette navi della classe, ha trasportato il 14% di tutte le merci inviate dagli Stati Uniti verso l'Arabia Saudita durante e dopo la guerra. Nel 1994, la Capella, insieme con la USNS Denebola (T-AKR-289), ha operato con le forze NATO in esercitazioni di convoglio nel Mediterraneo.
Il 1º ottobre 2007, la Capella è stata trasferita alla United States Maritime Administration. Il 1º ottobre 2008, è stata trasferita alla Ready Reserve Force, perdendo la sua designazione USNS. Se attivata, la Capella farà capo al Military Sealift Command.